# Martinsburg, Ohio
Martinsburg là một làng thuộc quận Knox, tiểu bang Ohio, Hoa Kỳ. Năm 2010, dân số của làng này là 237 người.